# حجاج بن الشاعر
أبو محمد حجاج بن يوسف بن حجاج بن الشاعر الثقفي البغدادي أحد رواة الحديث النبوي.

## حديثه
نشأ حجاج ببغداد وطلب العلم فيها. كتب عن: أبي النضر، ويعقوب بن إبراهيم، وأبي داود، وحجاج بن محمد، والعقدي، وأبي أحمد الزبيري، وعبد الصمد التنوري، وعثمان بن عمر العبدي، والحسن بن موسى الأشيب وخلق غيرهم. روى عنه: مسلم، وأبو داود، وبقي بن مخلد، وأبو يعلى الموصلي، وموسى بن هارون، وعبد الرحمن بن أبي حاتم، والمحاملي.

## الجرح والتعديل
- قال ابن أبي حاتم: ثقة حافظ.
- قال أبو داود: هو خير من مائة مثل الرمادي.
- قال صالح جزرة: سمعت حجاج بن الشاعر يقول جمعت لي أمي مائة رغيف، فجعلتها في جراب، وانحدرت إلى شبابة بالمدائن، فأقمت ببابه مائة يوم، أغمس الرغيف في دجلة وآكله، فلما نفدت خرجت.[2]

## وفاته
توفي ابن الشاعر عام 259 هـ.